# Lissochlora hoffmannsi
Lissochlora hoffmannsi är en fjärilsart som beskrevs av Louis Beethoven Prout 1932. Lissochlora hoffmannsi ingår i släktet Lissochlora och familjen mätare. Inga underarter finns listade i Catalogue of Life.